# Corydidarum magnifica
Corydidarum magnifica, danh pháp đồng nghĩa Pseudoglomeris magnifica là một loài gián bản địa của Việt Nam và miền Nam Trung Quốc, thường được tìm thấy dưới lớp lá hoặc trên vỏ cây.

## Mô tả
Corydidarum magnifica có thể phát triển tới chiều dài tối đa là 30 mm, và con cái thường to và có thân mình dày hơn con đực. Chỉ có con đực trưởng thành có cánh. Chúng thường có màu xanh kim loại.

## Hành vi
Không giống với hầu hết loài gián, chúng là loài sống về ban ngày và sống trên cây, với khả năng leo lên bề mặt nhẵn. Sau khi lột da, chúng không ăn bộ xương ngoài của mình.
Thời gian con cái mang thai con non lên đến 6 tháng.